# Midnight Love
Midnight Love är ett musikalbum av Marvin Gaye som utgavs den 1 oktober 1982 på Columbia Records. Det blev hans sista studioalbum i livet och det enda för skivbolaget Columbia. Skivan spelades in i Belgien från april till augusti 1982. I september samma år släpptes den första singeln från albumet, "Sexual Healing", vilken blev en av hans allra största framgångar. Han tilldelades även en Grammy för den. Även "My Love Is Waiting" blev relativt framgångsrik som singel.

## Låtlista
(låtar utan angiven upphovsman komponerade av Marvin Gaye)
1. "Midnight Lady" – 5:17
2. "Sexual Healing" (Odell Brown, Gaye, David Ritz) – 3:59
3. "Rockin' After Midnight" – 6:04
4. "'Til Tomorrow" – 4:57
5. "Turn On Some Music" – 5:08
6. "Third World Girl" – 4:36
7. "Joy" – 4:22
8. "My Love Is Waiting" (Gordon Banks) – 5:07

## Listplaceringar
- Billboard 200, USA: #7[1]
- UK Albums Chart, Storbritannien: #10[2]
- Topplistan, Sverige: #14[3]